# Connor Fields
Connor Fields (Plano, Texas, 14 de setembre de 1992) és un ciclista estatunidenc que competeix en competicions de BMX.
A les olimpíades de Rio de 2016 va aconseguir la medalla d'or en aquest esport. També ha guanyat dos Campionat del Món de BMX en contrarellotge.

## Palmarès
- 2011
  - Medalla d'or als Jocs Panamericans en BMX
- 2012
  -  Campió del món en BMX - Contrarellotge
- 2013
  -  Campió del món en BMX - Contrarellotge
  - 1r a la Copa del món de BMX
- 2016
  -  Medalla d'or als Jocs Olímpics de Rio de Janeiro en BMX